# Ovale de Descartes
| Exemple d'ovale complet et ses trois foyers - l'ovale intérieur a pour équation (au choix) - 4F1M +2 F2M = 5F1F2 - 5F1M + 2F3M = 4F1F3 - -5F2M + 4 F3M = 2F2F3 - l'ovale extérieur a pour équation (au choix) - 4F1M – 2F2M = 5F1F2 - 5F1M – 2F3M = 4F1F3 - 5F2M – 4 F3M = 2F2F3 |

En géométrie plane, un(e) ovale de Descartes est l'ensemble des points M vérifiant une équation de la forme bF1M + aF2M = cF1F2, où a, b et c sont trois réels non nuls et F1, F2 deux points donnés appelés foyers.
Pour chaque ovale non dégénéré, de foyers F1 et F2, il existe un troisième foyer F3 et de nouveaux paramètres qui font de la courbe un ovale de foyers F1, F3. C'est la raison pour laquelle on parle des trois foyers d'un ovale.
L'ensemble des points M tels que |bF1M ± aF2M| = |cF1F2| est appelé ovale complet et regroupe deux courbes du type précédent. Un ovale complet est un cas particulier de courbe quartique.
Le nom « ovale de Descartes » fait référence au mathématicien René Descartes qui fut le premier à les étudier dans des problèmes de réfraction.

## Origine
René Descartes fait allusion à ces courbes dans sa Dioptrique mais les étudie plus profondément dans sa Géométrie. Il ne les présente pas directement par leur équation bifocale mais à l'aide d'une construction. Sa motivation est d'ordre pratique : il s'agit de rechercher des courbes de stigmatisme parfait. C'est-à-dire des courbes séparant deux milieux d'indices différents telles que tous les rayons issus d'un point particulier du premier milieu, convergent par réfraction sur un point particulier du second milieu.
Les ovales intérieurs ont cette particularité: si l'ovale d'équation bF1M + aF2M = cF1F2 où 0 < a < c < b sépare un milieu intérieur d'indice b d'un milieu extérieur d'indice a alors les rayons issus de F2 et rencontrant l'ovale vont se réfracter en F1.
Descartes mobilise, dans cette étude, sa nouvelle connaissance de la loi de réfraction ainsi que ses techniques de tracé de tangentes à des courbes. Il conclut par la présentation de lunettes permettant à l'aide de la combinaison de deux ovales d'assurer un stigmatisme absolu.
Il propose également un moyen mécanique de construction de telles ovales pour des coefficients b et a entiers naturels lorsque c = (a+b)/2, avec une méthode s'apparentant à la méthode du jardinier.
La courbe est également étudiée par Isaac Newton, Adolphe Quételet qui étudie les deux branches de la courbe et en donne l'équation polaire, par Michel Chasles. Arthur Cayley, Hieronymus Georg Zeuthen et Hammond en développent des méthodes mécaniques de construction.

## Cas particuliers
On considère la courbe d'équation bipolaire bF1M + aF2M = cF1F2. 
On peut, sans perte de généralité, supposer a + b > 0. Si c < min(a,b), la courbe est vide.
Lorsque 0 < a = b < c, l'ensemble des points M est une ellipse, le troisième foyer est envoyé à l'infini. On considère en général qu'il s'agit d'un ovale dégénéré.
Lorsque a + b = 0, l'ensemble des points M est une demi-hyperbole. Le troisième foyer est envoyé à l'infini. Il s'agit aussi d'un cas dégénéré.
Lorsque a = ±c, le troisième foyer est confondu avec F1 et l'ovale complet est un limaçon de Pascal.

## Équations de l'ovale complet
L'équation |bMF1 ± aMF2| = |cF1F2| peut encore s'écrire sous la forme quartique suivante :
{\displaystyle \left(b^{2}MF_{1}^{2}-a^{2}MF_{2}^{2}+c^{2}F_{1}F_{2}^{2}\right)^{2}=4b^{2}c^{2}F_{1}F_{2}^{2}\times MF_{1}^{2}}

### Équations cartésiennes
Dans le cas d'un ovale non dégénéré, en prenant pour origine O le barycentre de F1 et F2 affectés des coefficient b2 et –a2 et pour {\displaystyle {\vec {i}}} le vecteur tel que F1 a pour abscisse α = a2. Alors F2 a pour abscisse β = b2. En posant γ = c2, l'équation de l'ovale devient :
{\displaystyle (x^{2}+y^{2}-\sigma _{2})^{2}+8\sigma _{3}x-4\sigma _{1}\sigma _{3}=0}
où σ1, σ2 et σ3 sont les fonctions symétriques des réels α, β et γ :
{\displaystyle \sigma _{1}=\alpha +\beta +\gamma ,\quad \sigma _{2}=\alpha \beta +\beta \gamma +\gamma \alpha ,\quad \sigma _{3}=\alpha \beta \gamma }
Le caractère symétrique des rôles joués par les réels α, β et γ permet de dire que la même équation cartésienne sera obtenue pour l'ovale de foyers F1 et F3(γ, 0) et d'équation |cMF1 ± aMF3| = |bF1F3| ainsi que pour l'ovale de foyers F2 et F3 et d'équation |cMF2 ± bMF3| = |aF1F3|.
On peut aussi décider de prendre pour origine, le milieu du segment [F1F2] ou un des foyers pour obtenir des équations alternatives.

### Équation polaire
Dans le repère de centre F1 et dont l'axe principal est orienté vers F2, si l'on note d = F1F2, l'ovale complet d'équation |bMF1 ± aMF2| = |cF1F2| a pour équation polaire :
{\displaystyle (b^{2}-a^{2})\rho ^{2}-2\rho d(a^{2}\cos \theta +bc)+(c^{2}-a^{2})d^{2}=0}
Puisque le produit des deux racines de cette équation est indépendant de θ, l'ovale complet est invariant par inversion de centre F1 et de rapport {\displaystyle {\frac {(c^{2}-a^{2})d^{2}}{(b^{2}-a^{2})}}}.

## Propriétés géométriques
On considère l'ovale d'équation |bF1M ± aF2M| = |cF1F2|.

### Troisième foyer
Si l'ovale n'est pas dégénéré, le troisième foyer F3 est le barycentre des points F1 et F2 affectés des coefficient b2 – c2 et c2 – a2, et les deux autres équations de l'ovale sont |cF2M ± bF3M| = |aF2F3| et |aF3M ± cF1M| = |bF3F2|, voir à théorème de Stewart.

### Sommets
Les 4 sommets de l'ovale complet sont les barycentres des points F1 et F2 affectés des coefficients (b – c, a + c), (b – c, – a + c), (b + c, a – c), (b + c, – a – c).

### Tangente et normale

Propriété de réfraction de l'ovale intérieur : le rayon issu de F1 se réfracte pour passer par F2.

La normale à l'ovale d'équation bF1M + aF2M = cF1F2 au point M a pour vecteur directeur :
{\displaystyle b{\frac {\overrightarrow {F_{1}M}}{F_{1}M}}+a{\frac {\overrightarrow {F_{2}M}}{F_{2}M}}}
Ainsi, si on appelle θ1 l'angle que fait F1M avec la normale et θ2 l'angle que fait F2M avec la normale, on a l'égalité :
{\displaystyle {\frac {\sin \theta _{2}}{\sin \theta _{1}}}={\frac {b}{a}}}.
Pour 0< b < a, on retrouve là, la loi de Snell-Descartes. Si l'ovale sépare deux milieux, l'un d'indice b contenant F1 et l'autre d'indice a contenant F2 et si M est le premier point de rencontre de la demi-droite [F1M) avec l'ovale, alors le rayon F1M) se réfracte en MF2

### Construction à l'aide de deux cercles

Ovale d'équation 4F1M ± 3F2M = ± 2F1F2 construit grâce au point C, barycentre des points F1 et F2 affectés des coefficients -3 et 4, et aux cercles de centre F1 et F2 et de rayons respectifs 3/2F1F2 et 4/3F1F2.

Michel Chasles propose une construction d'ovale complet à l'aide de deux cercles de centres F1 et F2 et d'un point C situé sur la droite (F1F2). On fait pivoter une droite autour de C de telle sorte qu'elle rencontre le premier cercle en deux points M1 et N1 et le second cercle en M2 et N2. Les points de rencontre des droites (F1M1) et (F1N1) avec les droites (F2M2) et (F2N2) dessinent alors un ovale complet quand la droite pivote autour de C.

### Projection d'une courbe gauche

Projection orthogonale de l'intersection du cône de sommet S1 avec le cône de sommet S2 sur un plan perpendiculaire aux axes des cônes est un ovale de foyers S1 et S2.

Un ovale de Descartes est le projeté vertical dans un plan horizontal de l'intersection de deux cônes de révolution d'axes verticaux différents. Les foyers sont alors les projetés des sommets des deux cônes. Cette interprétation permet de retrouver de façon relativement simple certaines propriétés géométriques des ovales

### Caustique secondaire par réfraction

Ovale de Descartes construit comme caustique secondaire du cercle de centre O et passant par P.

Si l'ovale complet a pour équation |bMF1 ± aMF2| = |cF1F2| et si les point O et P sont définis comme les barycentres de F1 et F2 affectés des coefficient b² et –a² pour O, et a et b pour P, l'ovale est alors 
la caustique secondaire par réfraction de rapport n = |a/c| du cercle (Γ) de centre O, passant par P, par rapport au foyer F1. C'est donc l'enveloppe des cercles (ΓM) de centres M situés sur (Γ) et de rayons F1M/n.
Chaque cercle (ΓM) est tangent à l'ovale en deux points TM et T'M toujours alignés avec le troisième foyer de l'ovale.